# Marienplatz (metrostation)
Marienplatz is een metrostation onder de Marienplatz, het centrale plein in de wijk Altstadt van de Duitse stad München. Het station werd geopend op 19 oktober 1971 en wordt bediend door de lijnen U3 en U6 van de metro van München en door de lijnen S1, S2, S3, S4, S6, S7 en S8 van de S-Bahn van München.